# A Vida de Rafinha Bastos
A Vida de Rafinha Bastos é uma série de televisão brasileira produzida pela Zeppelin Filmes[ligação inativa] e exibida pelo canal FX desde 20 de julho de 2013.
O piloto da série, com 40 minutos de duração, teve produção da Mixer. A primeira temporada começou a ser gravada em outubro de 2012, será exibido em julho de 2013. A temporada tem 8 episódios, com janela de exibição de meia hora.
Rafinha Bastos interpreta o personagem principal da série que mostra, em forma de ficção, o cotidiano do humorista.

## Antecedentes e desenvolvimento
Há mais de dois anos eu venho amadurecendo esta série. Tenho orgulho de ter o FX como parceiro. O canal combina com este projeto e tenho certeza que será muito divertido.

— Bastos, ao falar sobre a série.
Em setembro de 2011, Rafinha Bastos, ao fazer uma piada sobre a cantora Wanessa Camargo no programa de televisão Custe o Que Custar da Rede Bandeirantes, o humorista cita que "comeria ela e o bebê". O comentário gerou controvérsias nos meios de comunicação e dentro do próprio programa. No mês seguinte, Rafinha é suspenso do programa, onde posteriormente pediria demissão da emissora. Em fevereiro de 2012, após várias especulações, assina contrato com o Grupo Fox para produzir uma série sobre sua vida no canal FX.

## Exibição
A série estava com sua pré-estreia marcada para maio de 2012, mas foi adiada com a troca da produtora e criação de novos roteiros. A série estreou no dia 20 de Julho de 2013.

## Elenco Fixo
| Ator            | Personagem     |
| --------------- | -------------- |
| Rafinha Bastos  | Ele mesmo      |
| Camila Raffanti | Junia Carvalho |
| Fabio Herford   | Laerte         |
| Cris Pereira    | Cabeça         |
| Fábio Silvestre | Jacaré         |
| Lindsay Paulino | Nico           |
| Sirmar Antunes  | Duílio         |